# Branko Diehl
‎
Branko Diehl, slovenski filozof in inženir, * 27. julij 1905, Celje, † 18. november 1950, Kočevje.

## Življenjepis
Rodil se je očetu Robertu in materi Johani (roj. Fridrich).
Med drugo svetovno vojno je bil zaprt v KZ Dachau.
Nazadnje je bil glavni inšpektor za gospodarstvo pri kontrolni komisiji pri Predsedstvu vlade Ljudske republike Slovenije. 16. septembra 1947 je bil aretiran. Bil je eden ob obtožencev na Diehl-Oswaldovemu procesu, kjer je bil obsojen na smrtno kazen z ustrelitvijo.